# Carl Grünberg
Carl Grünberg (10 de fevereiro de 1861 – 2 de fevereiro de 1940) foi um advogado, economista e sociólogo marxista nascido na atual Romênia e radicado na Áustria. Foi o primeiro diretor do Instituto para Pesquisa Social (instituição em que se originou a Escola de Frankfurt), assim como fundador e editor de um periódico científico sobre movimento trabalhista e história do socialismo, o Archivs für die Geschichte des Sozialismus und der Arbeiterbewegung ou Grünbergs Archiv (1911-1930). Aposentou-se em 1929, deixando o instituto sob a direção de Max Horkheimer.

## Biografia
Carl Grünberg nasceu em 10 de fevereiro de 1861, em Focşani, atual Romênia. Estabeleceu-se em Viena, Áustria, em 1881, onde trabalhou como professor de economia política na Universidade de Viena. Trabalhava também como advogado. Mudou-se para Frankfurt em 1924, para tornar-se o primeiro diretor do Instituto para Pesquisa Social, inaugurado em 22 de junho. Os mais importantes membros do instituto nesse período inicial foram Friedrich Pollock, Karl Wittfogel e, a partir de 1926, Henryk Grossmann. Karl Korsch e Georg Lukács também tinham trânsito no instituto durante a direção de Carl Grünberg. O diretor sofreu um ataque cardíaco em 1929 e em 24 de janeiro de 1931 foi sucedido por Max Horkheimer na função. Muitos documentos sobre a administração exercida por Carl Grünberg foram destruídos pela Gestapo quando a polícia secreta fechou o instituto à força em 1933.